# Нові Вирки
Нові́́ Ви́рки — село в Україні, у Білопільській міській громаді Сумського району Сумській області. До 2018 орган місцевого самоврядування — Нововирківська сільська рада. Населення становить 439 осіб. 

## Географія
Село Нові Вирки розташоване на лівому березі річки Вир у місці де впадає у річку Сейм, вище за течією примикає село Старі Вирки, нижче за течією на відстані 2,5 км розташоване село Піски, на протилежному березі — село Манухівка.
Річка у цьому місці звивиста, утворює лимани, стариці та заболочені озера. У річці Вир біля села живуть червонокнижні тварини - хохулі руські.
Поруч пролягає автошлях територіального значення Т 1908. За 6 км від села знаходиться залізнична станція Ворожба.

## Історія
Село засноване у 1630-х роках XVII століття. Поблизу села віднайдене слов'янське поселення VII—VIII століть.
За даними на 1862 рік у казеному селі Путивльського повіту Курської губернії мешкало 748 особи (369 чоловіків та 379 жінок), налічувалось 70 дворових господарств.
Станом на 1880 рік у колишньому державному селі Глушецької волості мешкало 1077 осіб, налічувалось 140 дворових господарств.
Село постраждало внаслідок геноциду українського народу, проведеного урядом СССР в 1923—1933 та 1946—1947 роках[джерело?].
У Незалежній Україні
13 вересня 2018 року Нововирківська сільська рада, в ході децентралізації, об'єднана з Білопільською міською громадою.
12 червня 2020 року, відповідно до розпорядження Кабінету Міністрів України № 723-р «Про визначення адміністративних центрів та затвердження територій територіальних громад Сумської області», село увійшло до складу Білопільської міської громади.
19 липня 2020 року, в результаті адміністративно-територіальної реформи та ліквідації Білопільського району, село увійшло до складу Сумського району.
Вранці 12 травня 2022 року з селища Тьоткіно Росії було зафіксовано близько 20 влучань із важкої артилерії (орієнтовно з самохідної артилерійської установки (САУ)) по території села Нові Вирки Білопільської міської громади. За інформацією Державної прикордонної служби, снаряди розірвалися на відстані близько 6 км від державного кордону. Від російських обстрілів, повідомив голова Сумської ОВА Дмитро Живицький, загинув 67-річний місцевий житель. Пізніше, за процесуального керівництва Сумської окружної прокуратури розпочато досудове розслідування за фактом порушення законів та звичаїв війни, поєднаного з умисним вбивством (ч. 2 ст. 438 КК України). Досудове розслідування здійснюється відділенням поліції № 1 (м. Білопілля) Сумського районного управління поліції Головного управління Нацполіції в Сумській області.
19 липня 2024 року російські війська обстріляли село. Зафіксовано 2 вибухи, ймовірно скид НВП з БПЛа.
10 серпня 2024 року село знову зазнало ворожих російських атак. Як повідомили в оперативному командуванні «Північ» зафіксовано 6 вибухів, ймовірно ствольна артилерія 122 мм.

## Населення

### Мова
Розподіл населення за рідною мовою за даними :
| Мова            | Кількість | Відсоток |
| --------------- | --------- | -------- |
| російська       | 294       | 66.97%   |
| українська      | 144       | 32.80%   |
| інші/не вказали | 1         | 0.23%    |
| Усього          | 439       | 100%     |

## Соціальна сфера
- Школа.

## Відомі особи
- Волін Володимир Іванович — молодший сержант Збройних сил України, учасник російсько-української війни (2014—2017).
- Дермильов Олександр Степанович (1924—1989) — заслужений будівельник УРСР, кавалер орденів Трудового Червоного Прапора і «Знак Пошани»
- Пармузіна Агрипина Антонівна (1883—1974) — новатор сільськогосподарського виробництва, ланкова колгоспу «Більшовик», Герой Соціалістичної Праці